# Lin Ching-hsuan
Lin Ching-hsuan (chiń. 林靖軒; pinyin Lín Jìngxuān; ur. 14 maja 1992 w Taoyuan) – tajwański lekkoatleta specjalizujący się w skoku w dal.
Finalista mistrzostw świata juniorów młodszych z 2009. W tym samym roku zdobył srebro gimnazjady w Dosze. W 2010 został mistrzem Azji juniorów. W tym samym roku wystąpił także w finale mistrzostw świata juniorów i igrzysk azjatyckich. Dziesiąty zawodnik azjatyckich mistrzostw w Kobe (2011). Na początku 2012 zajął 11. miejsce podczas halowych mistrzostw Azji w Hangzhou. Odpadł w eliminacjach na igrzyskach olimpijskich w Londynie.
Medalista otwartych mistrzostw Tajlandii oraz tajwańskich mistrzostw krajowych.
Rekordy życiowe: stadion – 8,11 (10 maja 2011, Taizhong) rekord Tajwanu juniorów.

## Osiągnięcia
| Rok  | Impreza                               | Miejsce    | Lokata            | Wynik |
| ---- | ------------------------------------- | ---------- | ----------------- | ----- |
| 2009 | Mistrzostwa świata juniorów młodszych | Bressanone | 12. miejsce       | 7,03  |
| 2009 | Gimnazjada                            | Doha       | 2. miejsce        | 7,40  |
| 2010 | Mistrzostwa Azji juniorów             | Hanoi      | 1. miejsce        | 7,94w |
| 2010 | Mistrzostwa świata juniorów           | Moncton    | 7. miejsce        | 7,43  |
| 2010 | Igrzyska azjatyckie                   | Kanton     | 10. miejsce       | 7,08  |
| 2011 | Mistrzostwa Azji                      | Kobe       | 10. miejsce       | 7,32  |
| 2011 | Uniwersjada                           | Shenzhen   | el. – 26. miejsce | 7,29  |
| 2011 | Mistrzostwa świata                    | Daegu      | el. – 29. miejsce | 7,30  |
| 2012 | Halowe mistrzostwa Azji               | Hangzhou   | 11. miejsce       | 7,19  |
| 2012 | Igrzyska olimpijskie                  | Londyn     | el. – 33. miejsce | 7,38  |